# Dino Madaudo
Dino Madaudo (Messina, 19 maggio 1937) è un politico italiano.

## Biografia
Di professione ragioniere, Consigliere Comunale di Messina dal 1964 al 1993, Delegato Municipale del Villaggio Castanea delle Furie; Presidente dell'Istituto Regionale per il Credito alla Cooperazione (IRCAC). Segretario provinciale del PSDI di Messina da 1979 al 1983.
Eletto per la prima volta deputato nazionale nel 1979 con il Partito Socialista Democratico Italiano. Eletto Segretario dell'Ufficio di Presidenza della Camera dei Deputati, Madaudo sarà rieletto Deputato anche in altre tre legislature. Da sempre appartenente al PSDI, dopo la fine della Prima Repubblica ritorna in politica e partecipa attivamente nella riorganizzazione del Partito.
Nel 2022 contribuisce a fondare il partito dei Socialdemocratici (ufficialmente Socialdemocrazia, in sigla SD), divenendone presidente. In vista delle elezioni politiche del 2022 i SD sostengono Azione - Italia Viva, mentre alle elezioni europee del 2024 danno indicazione di voto per la lista Stati Uniti d'Europa.
È stato anche sindaco di Santa Venerina, in provincia di Catania e consigliere comunale di Tortorici (ME). È stato membro della Direzione Regionale e Nazionale del Partito Socialdemocratico e capogruppo Parlamentare alla Camera dei Deputati.

### Incarichi parlamentari
È stato componente delle seguenti commissioni parlamentari: Trasporti; Difesa; Industrie e commercio; Affari costituzionali; Lavoro e previdenza sociale; Affari sociali; Finanze.

### Sottosegretario di Stato
Sottosegretario di Stato per le Finanze nel governo di Ciriaco De Mita, nel sesto e settimo governo di Giulio Andreotti e sottosegretario alla Difesa nel primo governo di Giuliano Amato.